# 真中桂子
真中 桂子（まなか けいこ、10月17日 - ）は日本の女性声優。ラクーンドッグ預かり所属。千葉県出身。

## 略歴
プロ・フィット声優養成所卒。
2022年4月1日付で所属していたプロ・フィットが同年3月末を以てマネジメント事業を終了したことに伴い、ラクーンドッグへ移籍。

## 人物
趣味はメイク、キノコグッズ集め。特技は食器洗い。
資格は普通自動車免許。

## 出演

### テレビアニメ
- WHITE ALBUM（2009年、DJの声、記者1）
- バカとテストと召喚獣（2010年 - 2011年、三上美子、竹内先生） - 2シリーズ[一覧 1]
- ひだまりスケッチ×☆☆☆（2010年、女子生徒）
- ささみさん@がんばらない（2013年、小学生）

### 劇場アニメ
- たまこラブストーリー（2014年、クラスメイト）

### Webアニメ
- おくすり検索（時期不明、OL）
- A.I.C.O. Incarnation（2018年、女子生徒C）

### ゲーム
- THE ホストしようぜ! 〜DXナイトキング〜（細川渚）
- 箱庭のフォルクローレ（シス[6]）
- 音速少女隊 -Photon Angels-（兵頭歩）
- 三国志パズル大戦（袁術、董白）
- P.E.T.S.アカデミア（2018年、芳川音羽[7]、佐藤大河[8]、フリン・フィールズ[9]）
- 燐光のレムリア 星空の絆（2022年、ベルカ[10]）
- ポケモンメザスタ（2022年、ナミ[11]）
- OCTOPATH TRAVELER II（2023年）
- ドラゴンクエストIII そして伝説へ…（HD-2D版）（2024年、やよい[12]）
- ブラウンダスト2（2025年、セレス[13]）

### ドラマCD
- いつか天魔の黒ウサギ〜900秒の放課後〜（女子生徒[14]）
- お願い、そんなに噛まないで（五十嵐のセフレ[15]）
  - お願い、そんなに噛まないで 番外編（女子大学生[16]）
- ダブル・スタンダード（アナウンサー[17]）

### デジタルコミック
- 【朗報】俺の許嫁になった地味子、家では可愛いしかない。（2021年）

### シリーズ一覧
1. ↑  第1期（2010年）、第2期『にっ！』（2011年）